# Medvědí řeka (přítok Velkého Solného jezera)
Medvědí řeka (anglicky Bear River) je řeka protékající státy Utah, Wyoming a Idaho na severozápadě USA. Je 790 km dlouhá. Povodí má rozlohu 18 197 km².

## Průběh toku
Pramení v pohoří Uinta a teče ve velkém oblouku nejprve na sever poté na západ a nakonec na jih. Ústí do Velkého Solného jezera jako jeho největší přítok.

## Vodní stav
Průměrný roční průtok vody činí 68 m³/s.